# Codegua
Codegua è un comune del Cile della provincia di Cachapoal nella Regione del Libertador General Bernardo O'Higgins. Al censimento del 2002 possedeva una popolazione di 10.796 abitanti.

## Società

### Evoluzione demografica
| Censimento del 1992 | Censimento del 2002 |
| 9.600 ab.           | 10.896 ab.          |